# کرین (تگزاس)
کرین، تگزاس(به انگلیسی: Crane, Texas) شهری در ایالت تگزاس از ایالات جنوبی ایالات متحده آمریکا است. در سرشماری سال ۲۰۰۰، جمعیت این شهر ۳۱۹۱ نفر اعلام شد.